# Ilford FP4
FP — це кубічна  чорно-біла плівка від Ilford Photo із довгою історією.  Вона виникла як рулонна панхроматична плівка з дрібним зерном у 1935 році, як і плівка типу HP - інший продукт компанії Illford, випускається з того часу по сьогодення у версії FP4 plus (FP4+). 
Плівка відома своєю універсальністю, завдяки якій хороші результати можна отримати навіть при недотриманні двох або перетриманні шести стопів.  Це пов'язано з тим, що FP4 має двошарову емульсію. Яка поєднує в собі низькочутливий дрібнозернистий шар і високочутливий шар із більшими зернами. Цей тип плівки був відомий ще в 1920-1930-х роках але не використовувався широко. Проблема полягала в тому що ідеальна для аматорських фотоапаратів плівка, не давала необхідної жорсткості (чіткості) зображення у більшому форматі через загальну товщину обох шарів. Але FP4 1968 року поєднала у собі зручну для аматорів двошарову емульсію з чіткістю звичайної тонкошарової емульсії. Це стало можливим, оскільки обидва шари разом мали товщину лише 7,5 мкм. 

Перша версія мала наступні характеристики:
| FP                  | FP                |
| ------------------- | ----------------- |
| Чутливість          | 28ASA             |
| Тип                 | чорно-біла плівка |
| Початок виробництва | 1935              |
| Знята з виробництва | 1939              |
| Замінена            | FP2               |

Згодом було випущено наступну версію плівки - FP2, що мала кращі характеристики, зокрема вищу світлочутливість:
| FP2                 | FP2               |
| ------------------- | ----------------- |
| Чутливість          | 80ASA             |
| Тип                 | чорно-біла плівка |
| Початок виробництва | 1939              |
| Знята з виробництва | 1942              |
| Замінена            | FP3               |

Наступною ланкою розвитку плівки стала FP3 яка випускалася з різними рівнями світлочутливості:
| FP3                 | FP3                |
| ------------------- | ------------------ |
| Чутливість          | 40ASA 64ASA 125ASA |
| Тип                 | чорно-біла плівка  |
| Початок виробництва | 1942               |
| Знята з виробництва | 1968               |
| Замінена            | FP4                |

В період 1968-1990 років випускалася версія FP4 а з 1990- по сьогодення випускається FP4 plus.   

## Зовнішні посилання
- Ілфорд FP4 плюс